# Kobe Steel
Kobe Steel, Ltd. (jap. 株式会社神戸製鋼所 Kabushiki-gaisha Kōbe Seikō-sho), znane również jako Kobelco jest jednym z czołowych japońskich producentów stali.
Siedzibą notowanej na Tokijskiej Giełdzie Papierów Wartościowych spółki jest Kobe.
Kobe Steel jest właścicielem drużyny rugby Kobe Steel Kobelco Steelers.